# Below Deck
Below Deck é uma série televisiva estadunidense, do gênero de reality show, exibida pelo canal Bravo, que narra a vida dos tripulantes que trabalham e residem a bordo de um mega-iate durante a temporada de fretamento.
Criada por Rebecca Taylor Henning e Doug Henning, Below Deck foi anunciada em abril de 2012, e estreou em 1º de julho de 2013. A série mostra a equipe enquanto eles lidam com seus problemas pessoais, a fim de fazer suas carreiras profissionais funcionarem. Cada temporada apresenta um grupo diferente de participantes.
No Brasil, a série é exibida no canal E!, sob o nome Below Deck - Vida a Bordo.